# Walter Normann
Walter Normann (Lebensdaten unbekannt) war ein deutscher Fußballspieler.

## Karriere

### Vereine
Normann gehörte dem BTuFC Viktoria 89 an, der sich am 19. August 1933 in BFC Viktoria 89 Berlin umbenannte. Als Mittelfeldspieler bestritt er in der vom Verband Brandenburgischer Ballspielvereine organisierten Meisterschaften die Saison 1932/33 Punktspiele. Aus dem in zwei Gruppen unterteilten Bezirk Berlin-Brandenburg und neben dem in drei Bezirksligen unterteilten Bezirk Pommern, ging er mit seiner Mannschaft mit einem Punkt vor dem Vorjahresmeister Berliner Tennis-Club Borussia als Sieger der Gruppe A hervor. Für die Finalrunde des VBB qualifiziert, schloss seine Mannschaft diese als Zweitplatzierter (punktgleich mit dem Berliner SV 1892) hinter dem ungeschlagenen Meister Hertha BSC ab. Das Entscheidungsspiel um die Vizemeisterschaft wurde nach Hin- und Rückspiel mit 6:4 gewonnen und berechtigte zur Teilnahme an der Endrunde um die Deutsche Meisterschaft. Sein Debüt wurde am 14. Mai 1933 im Achtelfinale durch die 1:4-Niederlage gegen den FC Schalke 04 getrübt.
In der Folgesaison spielte er mit seiner Mannschaft in der Gauliga Berlin-Brandenburg, eine von zunächst 16, später auf 23 aufgestockten Gauligen zur Zeit des Nationalsozialismus als einheitlich höchste Spielklasse im Deutschen Reich. Mit drei Punkten Vorsprung auf Hertha BSC wurde er mit seinem Verein Gaumeister und war somit erneut für die Endrunde um die Deutsche Meisterschaft qualifiziert. In der in vier Gruppen zu je vier Mannschaften ausgetragene Meisterschaft, kam er in allen sechs Spielen der Gruppe A zum Einsatz und trug somit zum verlustpunktfreien Gruppensieg bei. In dem von den Gruppensiegern ausgetragenen Halbfinale unterlag er mit seiner Mannschaft am 17. Juni 1934 im Probstheidaer Stadion in Leipzig dem 1. FC Nürnberg mit 1:2.

### Auswahlmannschaft
Im Bundespokal-Wettbewerb in dem Auswahlmannschaften der Regionalverbände des Deutschen Fußball-Bundes (DFB) im Pokalmodus gegeneinander antraten, kam er am 9. März 1930 für die Auswahlmannschaft des Verbandes Brandenburgischer Ballspielvereine im Finale zum Einsatz, das mit 0:2 gegen die Auswahlmannschaft des Norddeutschen Fußball-Verbandes jedoch mit 0:2 verloren wurde.
Als Spieler der Gauauswahlmannschaft des Verbandes Brandenburgischer Ballspielvereine kam er im Wettbewerb um den Adolf-Hitler-Pokal ebenfalls zum Einsatz. Nach Siegen in der Vorrunde und im Viertelfinale, wurde auch das Halbfinale gewonnen.
Das am 23. Juli 1933 im Berliner Grunewald-Stadion gegen die Gauauswahlmannschaft Bayern fand mit 2:2 n. V. keinen Sieger. Das am 6. August 1933 notwendig gewordene Wiederholungsspiel in München wurde mit 1:6 deutlich verloren. Des Weiteren kam er im Wettbewerb um den Reichsbundpokal zum Einsatz. Nachdem seine Mannschaft sich über die Vorrunde, das Viertel- und Halbfinale ins Finale gekämpft hatte, kam er auch im Finale zum Einsatz. Am 24. März 1935 unterlag er mit seiner Mannschaft im Berliner Poststadion der Gauauswahlmannschaft Mitte mit 0:2. In der darauffolgenden Spielzeit drang er mit seiner Mannschaft bis ins Halbfinale vor, das jedoch am 5. Januar 1936 in Chemnitz ebenfalls mit 0:2 gegen die Gauauswahlmannschaft Sachsen verloren wurde.

## Erfolge
- Gaumeister Berlin-Brandenburg 1934
- Zweiter der Berliner Meisterschaft 1933
- Finalist um den Reichsbundpokal 1935
- Finalist um den Adolf-Hitler-Pokal 1933
- Finalist um den Bundespokal 1930